# Белш
Белш (на албански: Belsh) e град в Албания. Населението му е 8781 жители (2011 г.). Намира се в часова зона UTC+1. Пощенският му код е 3008, а телефонния 0582. МПС кодът му е EL.